# گیدو هافمن
گیدو هافمن (انگلیسی: Guido Hoffmann؛ زادهٔ ۲۰ دسامبر ۱۹۶۵) بازیکن فوتبال اهل آلمان است.
از باشگاه‌هایی که در آن بازی کرده‌است می‌توان به باشگاه فوتبال لوکوموتیو لایپزیگ، باشگاه فوتبال کایزرسلاوترن، باشگاه فوتبال اومانیا، باشگاه فوتبال بایر ۰۴ لورکوزن، باشگاه فوتبال انرژی کوتبوس، باشگاه فوتبال وهن ویسبادن، و باشگاه فوتبال بروسیا مونشن‌گلادباخ اشاره کرد.